# Oeneis terrae-novae
Oeneis terrae-novae är en fjärilsart som beskrevs av Dos Passos 1935. Oeneis terrae-novae ingår i släktet Oeneis och familjen praktfjärilar. Inga underarter finns listade i Catalogue of Life.